# Tapacul de matollar
El tapacul de matollar (Scytalopus griseicollis) és una espècie d'ocell de la família dels rinocríptids (Rhinocryptidae).

## Hàbitat i distribució
Habita el sotabosc de la selva humida de muntanya i zones de matolls als Andes del nord de Colòmbia i nord-oest de Veneçuela.